# Франча, Франческо
Франческо Франча, Франческо ди Марко ди Джакомо Райболини (итал. Francesco Raibolini detto il Francia, ок. 1450, Болонья — 5 января 1517, Болонья) — итальянский художник: ювелир, медальер, гравёр, скульптор и живописец болонской школы.

## Творческая биография
Франческо, урождённый Райболини, по прозванию «Француз» (Francia) был сыном резчика по дереву, чеканщика по металлу и ювелира. Согласно последним исследованиям, Франча родился не в самой Болонье, а в сельской местности, в Дзола-Предоза (Zola Predosa, ныне муниципалитет в провинции Болонья), месте, которое в то время называлось Чеула (Ceula).
Художник прошёл обучение ювелирному искусству и всю жизнь выполнял заказы на золотые и серебряные изделия для церквей и дворцов Болоньи, Феррары и других городов Италии. Был придворным художником при дворе герцогов Мантуи. Франча приобрёл репутацию благодаря умелому изготовлению печатей, серебряных украшений и драгоценностей с гравированным орнаментом и чернением (техника «ниелло»). Учился живописи у падуанского художника Франческо Скварчоне. Изысканность «ювелирной техники» проявляется и в его картинах, в которых также заметно влияние художников феррарской школы, в частности Эрколе де Роберти и падуанца Андреа Мантеньи.
В 1483 году Франческо Франча стал главой гильдии болонских ювелиров, эту должность он занимал ещё несколько раз, в 1489, 1506—1508 и 1512 годах. Ему было поручено чеканить монеты для городского монетного двора, и это поручение было подтверждено папой Юлием II.
Впервые Франча упоминается в качестве живописца в 1486 году, а его первая работа — «Мадонна Феличини» подписана и датирована 1494 годом. Франча работал в сотрудничестве с Лоренцо Костой под влиянием его стиля до 1506 года, когда Франча стал придворным художником герцога Франческо II Гонзага в Мантуе, с этого момента он находился под воздействием искусства Пьетро Перуджино и Рафаэля Санти.
Когда в 1505 году Рафаэль приезжал в Болонью, то Франча дружески отнёсся к младшему, но превзошедшему его в мастерстве коллеге. Он был также учителем сотрудника Рафаэля, гравёра Маркантонио Раймонди.
Вместе с Лоренцо Костой и Амико Аспертини он расписал фресками Ораторий Санта-Чечилия в церкви Сан-Джакомо-Маджоре в Болонье. Позднее написал алтарный образ «Представление Младенца Иисуса в храме» в аббатстве Санта-Мария-дель-Монте в Чезене, «Пьету», ныне хранящуюся в Национальной галерее Пармы, и «Непорочное зачатие» для базилики Сан-Фредиано в Лукке.
Согласно рассказу Дж. Вазари папская курия отправила в город Болонью, формально в качестве подарка, а по существу, в качестве средства политического давления, картину Рафаэля Санти «Святая Цецилия». После того, как Франча увидел картину Рафаэля и был поражён её совершенством, мысленно сравнив со своим творчеством, он забросил живопись и, более того, его психика не выдержала такого сравнения, он заболел и скончался.
Помимо гравера Маркантонио Раймонди, к школе Франча принадлежат Якопо Боатьери, Франческо Бандинелли из Имолы, Джованни Боргези из Мессины, Бартоломео да Форли и ряд других. Его сыновья: Джакомо и Джулио также были художниками. Джакомо, или Якопо, Франча (1487—1557) стал известным болонским гравёром. Ученик Франческо Франча — Тимотео Вити (1469—1523), после 1494 года переехал в Урбино, где стал первым учителем Рафаэля. Позднее работал в Риме, занимался росписью изделий из майолики и стекла.
Четыре картины работы Франческо Франча имеется в собрании Санкт-Петербургского Эрмитажа. Среди них выделяются большая алтарная картина «Мадонна с Младенцем, святыми Лаврентием, Иеронимом и двумя музицирующими ангелами» и «Положение во гроб».

## Галерея

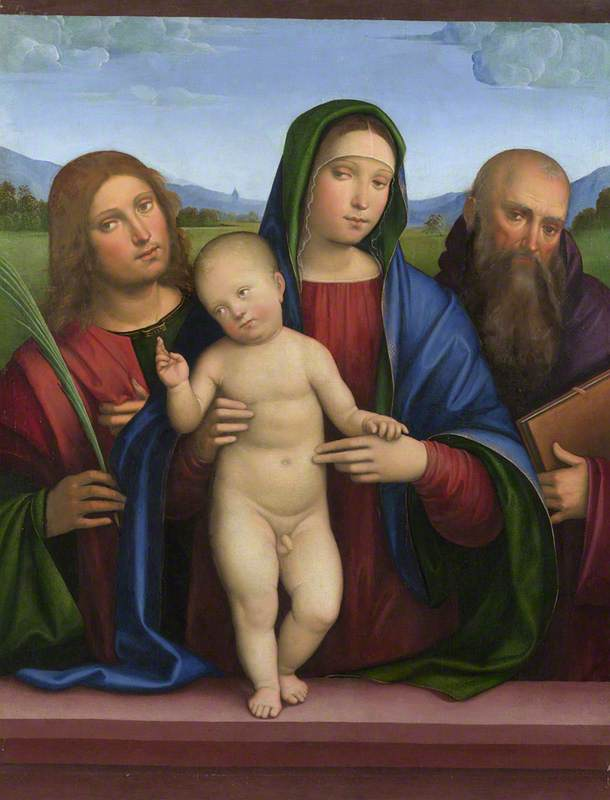
Мадонна с Младенцем и двумя святыми. Между 1498 и 1512 гг. Национальная галерея, Лондон
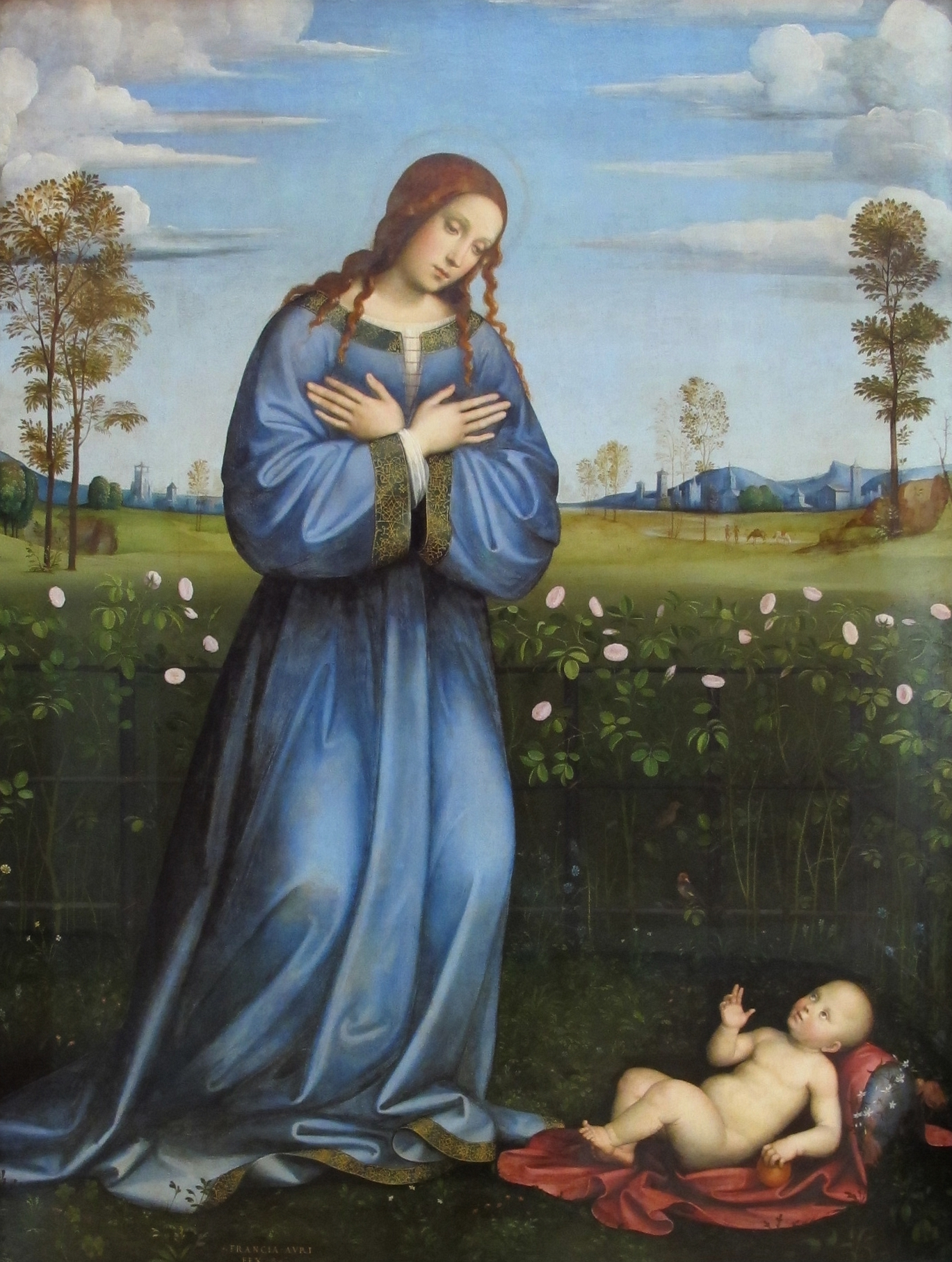
Поклонение Младенцу. После 1500 г. Старая Пинакотека, Мюнхен
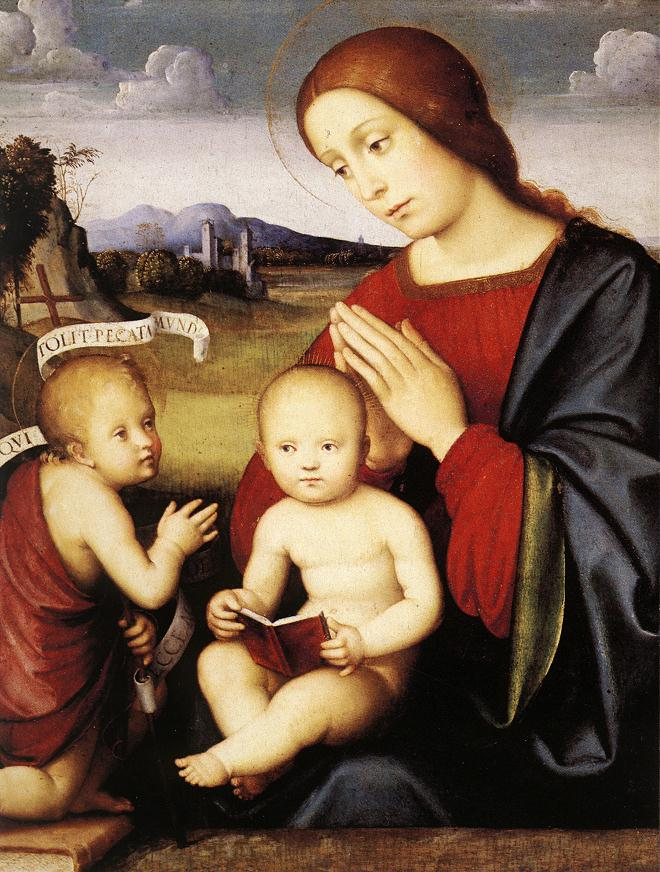
Мадонна с младенцами Иисусом и Иоанном Крестителем. Ок. 1500 г. Музей изобразительных искусств, Будапешт
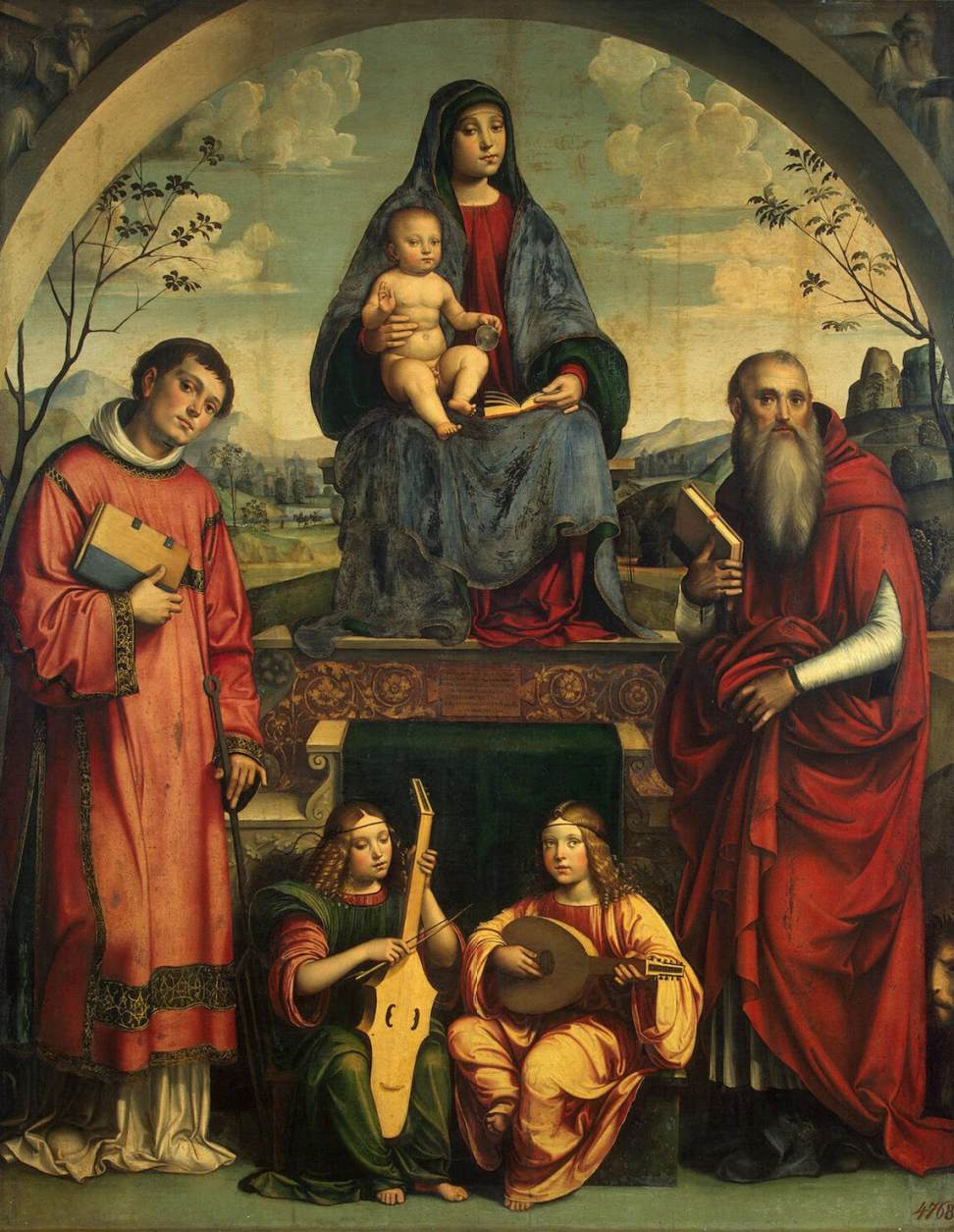
Мадонна с Младенцем, святыми Лаврентием, Иеронимом и двумя музицирующими ангелами. 1500. Государственный Эрмитаж, Санкт-Петербург
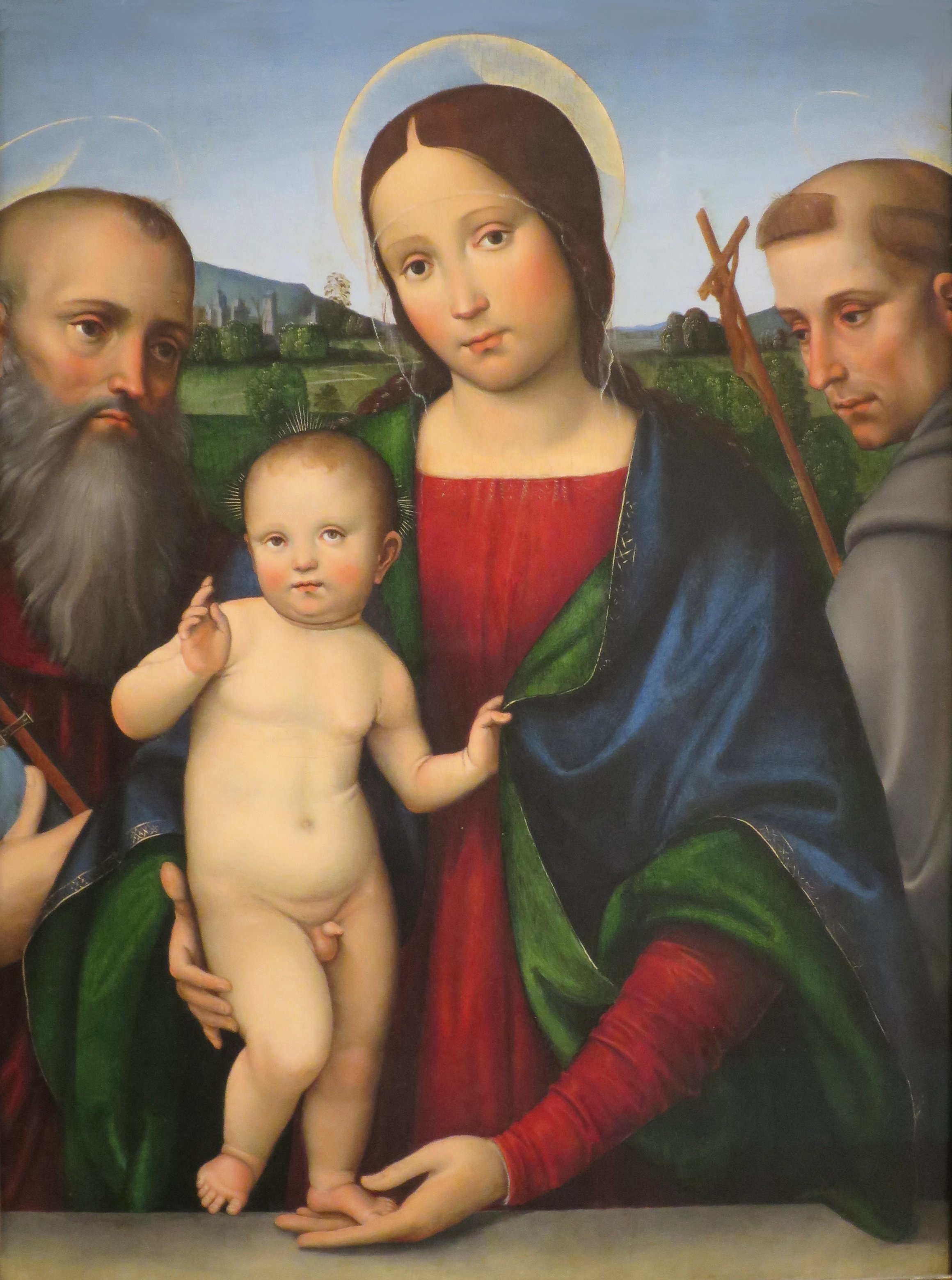
Мадонна с Младенцем, святыми Иеронимом и Франциском. 1500. Музей Нортона Саймона, Лос-Анджелес